# Hans Schichtl
Johannes „Hans“ Schichtl (geb. 8. April 1943 in Bad Tölz) ist ein ehemaliger deutscher Eishockeyspieler.

## Sportliche Karriere
Hans Schichtl stammt aus dem Nachwuchs des SC Reichersbeuern und spielte von 1963 bis 1977 für den EC Bad Tölz, mit dessen Mannschaft er Deutscher Meister 1966 wurde.
International spielte er für die deutsche Eishockeynationalmannschaft bei der Eishockey-Weltmeisterschaften 1971 und 1972 und bei den Olympischen Winterspielen 1968.